# Umagang Kay Ganda
Umagang Kay Ganda est une émission de télévision matinale philippine diffusée depuis le 25 juin 2007 sur le réseau ABS-CBN.
Le 2 avril 2018, le programme a été tourné en format haute définition.

## Présentateurs

### Actuels
- Anthony Taberna – (2007–présent)
- Winnie Cordero – (2007–présent)
- Atom Araullo – (2009–présent)
- Ariel Ureta – (2012–présent)
- Amy Perez-Castillo – (2013–présent)
- Jorge Cariño – (2013–présent)
- Alvin Pura – (2015-présent)
- Tina Marasigan – (2015-présent)

### Invités
- Melai Cantiveros-Francisco – (2014–présent)
- Robi Domingo – (2015–présent)
- Marlo Mortel – (2015–présent)
- Myrtle Sarrosa – (2015–présent)
- Bryan Termulo – (2015–présent)
- Clarence Delgado – (2015–présent)
- Mutya Orquia – (2016–présent)
- Michelle Vito – (2016–présent)

### Anciens
- Bianca Gonzalez – (2012–2014)
- Alex Santos – (2007–2013)
- Edu Manzano – (2007–2009)
- Ogie Diaz – (2007–2008)
- Kim Atienza – (2007–2009)
- Rica Peralejo – (2007–2011)
- Ginger Conejero – (2009–2011)
- Rico J. Puno – (2011)
- Pinky Webb – (2007–2011)
- Donita Rose – (2007–2012)
- Phoemela Baranda – (2010–2012)
- Venus Raj – (2011–2013)
- Iya Villania – (2011–2013)
- Edmund Rosales - (2012-2013)
- Zen Hernandez — (2013)
- Doris Bigornia – (2013–2014)
- Bernadette Sembrano – (2007–2015)